# Ridderschapstraat (Utrecht)
De Ridderschapstraat is een straat in het centrum van de Nederlandse stad Utrecht, deze straat begint bij de Wittevrouwenstraat en eindigt bij de Molenstraat.
De ruwweg 150 meter lange straat is gelegen in de noordoosthoek van het stadscentrum. Vanuit de middeleeuwen lag hier het Wittevrouwenklooster met op het terrein verschillende gebouwen en een uitgebreide boomgaard. Na de Reformatie (circa 1575) bleef dit klooster gehandhaafd. Het klooster kwam onder de ridderschap en Staten van Utrecht te vallen en zij bepaalden het bestuur en beheer. Veel goederen werden vervolgens verkocht. In de 17e eeuw kwamen de vrouwen meer en meer buiten het kloosterterrein te wonen.

## Aanleg van de straat: besluit in 1663
De stad Utrecht oefende druk uit op het Ridderschap om terrein vrij te maken voor uitbreiding van de stad. Ook op andere plaatsen in de stad werden nieuwe straten aangelegd. Al in 1630 was terrein aan de Molenstraat en later nog achter de panden Plompetorengracht 1 tot 7 verkocht door het Convent van Wittevrouwen. In 1663 stemde de Ridderschap in met de aanleg van een straat door de voormalig moestuin, tussen de Wittevrouwenstraat en de Molenstraat. De stad Utrecht verstrekte een gunst door bij de uitgifte van grond de bouw van huizen voor tien jaar vrij te stellen van belastingen. Het Convent van Wittevrouwen houdt verkopingen in 1664 en 1665 van in een tiental percelen ingedeelde bouwgrond. Op een aantal percelen werd bebouwing mee verkocht of zelfs gebouwen van het voormalige klooster.

## Verkoop van bouwkavels - de eerste huizen
Tot de kopers behoorden Jonker Floris Borre van Amerongen, Jonker Gerard van Reede Heere tot Drackensteijn, apotheker Gosines Ketel, timmerman Gijsbert Hendrickss Schade en bouwmeester Gijsbrecht Anthoniss van Vianen. Van Reede tot Drackesteijn kocht het voormalig abdijgebouw met stallen en een ruim erf. Vroegere verkopingen door het Convent van Wittevrouwen van percelen aan de Plompetorengracht gingen met recht van erfpacht, deze percelen waren daarvan vrij. In 18 maanden tijd stonden er al 18 nieuwe huizen langs weerszijden van de straat. De eigenaren van panden aan de Plompetorengracht met grond tot de nieuwe straat bouwden er koetshuizen. De familie Borre van Amerongen bouwde op het perceel van nu Ridderschapstraat 8 een koetshuis met stallen. Zij woonden op de Wittevrouwenstraat, waar nu de entree naar de Universiteitsbibliotheek is te vinden.
Het Wittevrouwenklooster verdween geheel. In het derde kwart van de 17e eeuw braken nog meerdere branden uit die een deel van de kloostergebouwen verwoestten. In 1710 is de kerk gesloopt en het kerkhof aan de Wittevrouwenstraat geruimd. De laatste restanten, o.a. de toren van de kerk, zijn gesloopt bij de aanleg van de Willem I kazerne in 1829.

## Willem 1 kazerne van Utrecht
In de periode 1820-1828 werden alle huizen van Ridderschapstraat 5 tot en met 27 gekocht door de stad Utrecht. Daartoe behoorde het terrein met opstallen van de 5e Graaf van Rheede van Athlone. Zijn pand met bijgebouwen en erf was in de Bataafse Revolutie al geconfisqueerd en in 1810 overgedragen aan het Rijk. Na 1815 werd het huis van Athlone na verschillende bestemmingen als kazerne ingericht. De gebouwen voldeden slecht, maar de locatie wel. In 1829 werd tussen de Ridderschapstraat en de Wittevrouwenkade de nieuwe Willemskazerne gebouwd bestemd voor 2500 man. In 1877 is deze kazerne grotendeels verwoest tijdens een brand.

## Huidige straat
De straat is tussen 1880 en 1900 grotendeels vernieuwd. Alleen de panden Ridderschapstraat 4-10-12-14 en 18 zijn nog uit de tijd van de aanleg van de straat. De stad Utrecht verkocht in 1883 de bouwgrond van de Willemskazerne aan de Ridderschapstraat in 6 percelen aan aannemers. Zij ontwikkelden woningen voornamelijk voor de huurmarkt, Ridderschapstraat 5 t/m 27. In 1885 waren 20 beneden-/bovenwoningen gerealiseerd en bewoond, bij twee woningen met bedrijfsruimte.
Het koetshuis van Borre van Amerongen kwam in handen van de eigenaren van Plompetorengracht 9. De erfgenamen van de laatste bewoonster van dat pand verkochten het aan ontwikkelaars. Een nieuw garagepand op Ridderschapstraat 8 werd in 1916 gerealiseerd, naar een ontwerp van architect D.J. Heusinkveld: garage U.T.A.M. voor de Utr. Taxa en Automobielmaatschappij. Het koetshuis van Plompetorengracht 5, nu Ridderschapstraat 6, werd in dezelfde periode gesloopt voor de fabriek van Hidde Nijland, transformatorenfabriek 'de Coq'.
Rond 1970 was de straat sterk in verval. Vele panden hadden een bedrijfsfunctie en waren deels uitgewoond. Andere panden dienden als studentenhuisvesting. Geleidelijk aan is de particuliere bewoning weer toegenomen. Vandaag de dag zijn in de Ridderschapstraat de monumentale bouwwerken in oude luister gerestaureerd.
3e Buurkerksteeg ·
A.B.C.-straat ·
Abraham Dolesteeg ·
Achter de Dom ·
Achter St.-Pieter ·
Agnietenstraat ·
Ambachtstraat ·
Annastraat ·
Bakkerstraat ·
Breedstraat ·
Boothstraat ·
Boterstraat ·
Brigittenstraat ·
Bijlhouwerstraat ·
Catharijnekade ·
Catharijnesingel ·
Choorstraat ·
Croeselaan ·
Domplein ·
Domstraat ·
Donkere Gaard ·
Donkerstraat ·
Dorstige Hartsteeg ·
Drakenburgstraat ·
Drieharingstraat ·
Drift ·
Eligenstraat ·
Ganzenmarkt ·
Geertekerkhof ·
Hamburgerstraat ·
Hamsteeg ·
Hanengeschrei ·
Hardebollenstraat ·
Haverstraat ·
Hekelsteeg ·
Herenstraat ·
Hoogt ·
Jaarbeursplein ·
Jacobsgasthuissteeg ·
Jacobijnenstraat ·
Jansdam ·
Janskerkhof ·
Jansveld ·
Jodenrijtje ·
Keistraat ·
Keizerstraat ·
Kintgenshaven ·
Kleine Slachtstraat ·
Korte Jansstraat ·
Korte Lauwerstraat ·
Korte Minrebroederstraat ·
Korte Nieuwstraat ·
Korte Smeestraat ·
Kromme Nieuwegracht ·
Lange Elisabethstraat ·
Lange Jansstraat ·
Lange Jufferstraat ·
Lange Lauwerstraat ·
Lange Nieuwstraat ·
Lange Smeestraat ·
Lange Viestraat ·
Lauwersteeg ·
Leidseveer ·
Lichte Gaard ·
Loeff Berchmakerstraat ·
Lucasbolwerk ·
Lijnmarkt ·
Mariahoek ·
Mariaplaats ·
Massegast ·
Minrebroederstraat ·
Moreelsepark ·
Muntstraat ·
Neude ·
Nicolaas Beetsstraat ·
Nieuwegracht ·
Nobeldwarsstraat ·
Nobelstraat ·
Oudegracht ·
Oudkerkhof ·
Paardenveld ·
Pieterskerkhof ·
Pieterstraat ·
Plompetorenbrug ·
Plompetorengracht ·
Potterstraat ·
Predikherenkerkhof ·
Predikherenstraat ·
Ridderschapstraat ·
Servetstraat ·
Slachtstraat ·
St.-Jacobsstraat ·
Springweg ·
Stadhuisbrug ·
Steenweg ·
Sterrenburg ·
Strosteeg ·
Telingstraat ·
Tolsteegbarrière ·
Tolsteegbrug ·
Trans ·
Twijnstraat en Twijnstraat aan de Werf ·
Van Asch van Wijckskade ·
Vinkenburgstraat ·
Vismarkt ·
Voetiusstraat ·
Voorstraat ·
Vredenburg ·
Waterstraat ·
Wed ·
Wittevrouwenstraat ·
Wijde Begijnestraat ·
Zadelstraat ·
Zakkendragerssteeg ·
Zuilenstraat ·
Zwaansteeg